# Josef Franta Šumavský
Josef Franta Šumavský (ur. 27 listopada 1796 w Poleňce, zm. 2 grudnia 1857 w Pradze) – czeski pisarz, nauczyciel, pedagog i leksykograf.
Autor literatury pedagogicznej. Sporządził słownik niemiecko-czeski – dwutomowy Německo-český slovník.